# 瓦薩萊馬鄉
瓦薩萊馬鄉，曾是愛沙尼亞哈爾尤縣的一個鄉村型市镇，位於該國北部，行政中心設於瓦薩萊馬，面積39平方公里，2012年人口4,991，人口密度每平方公里130人。
2017年爱沙尼亚行政改革后，瓦薩萊馬与其他市镇合并成新的西哈尔尤市镇。